# Scoresby Sund

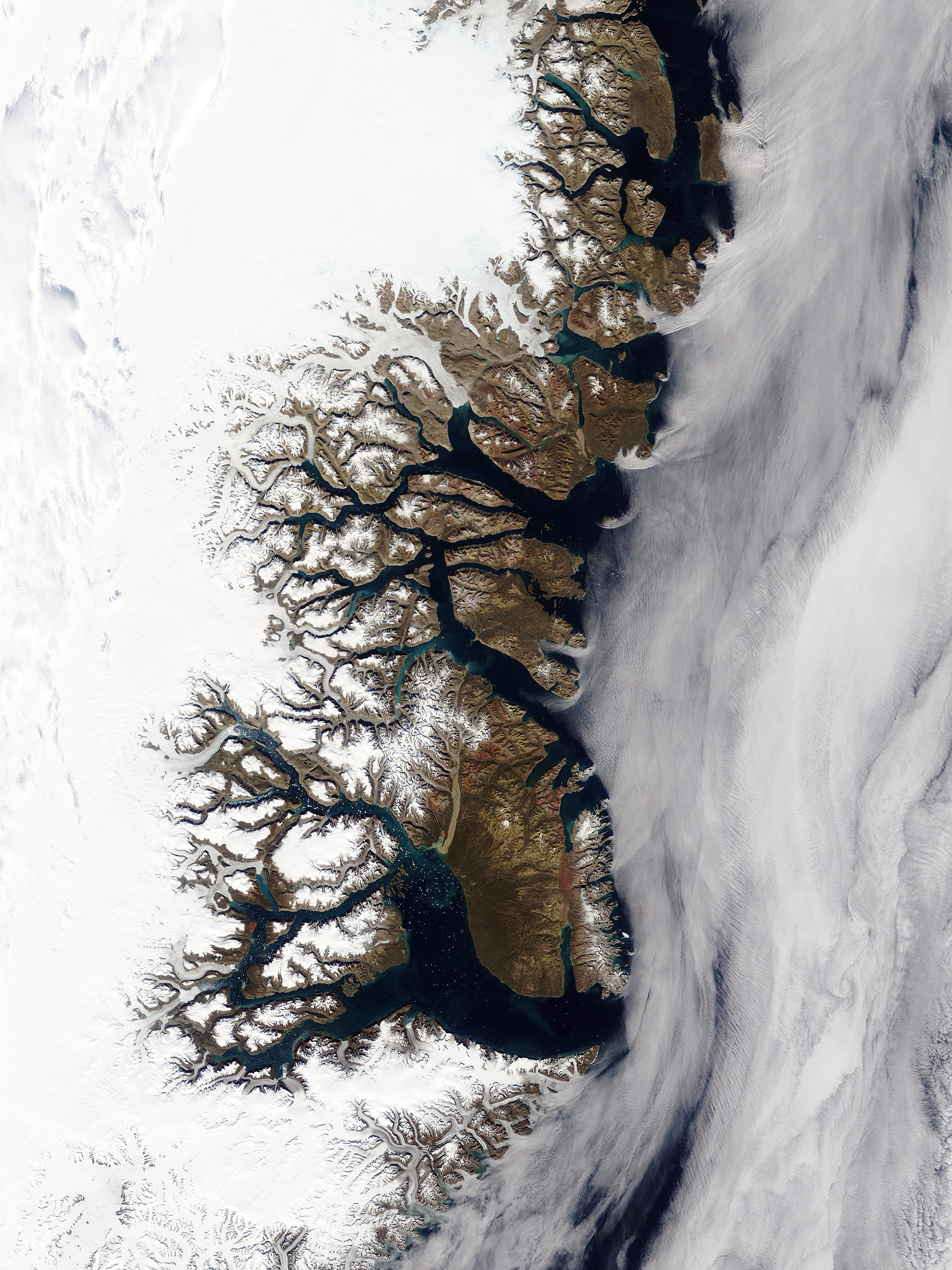
A Scoresby Sund a kelet-grönlandi partvonalat ábrázoló műholdkép alján látszik

A Scoresby Sund (grönlandiul Kangertittivaq) a világ leghosszabb és egyik legmélyebb fjordja (tulajdonképpen fjordok bonyolult rendszere). Hossza 350 kilométer, legnagyobb mélysége több mint 1500 méter. Grönland keleti részén található, Izlandhoz viszonylag közel, a 70.447972 északi szélességi és a 21.789562 nyugati hosszúsági fokon.
A fjordrendszerbe gleccserek ürülnek. Nagy szigete a Milne Land.
A fjord környékének fő települése az aprócska Ittoqqortoormiit, amelyet 1924-ben Ejnar Mikkelsen alapított. A fjord szájának közelében található, attól északra. Ittoqqortoormiit dán neve Scoresbysund. A fjord és a város a skót bálnavadász William Scoresbyről kapta a nevét, aki 1822-ben elsőként térképezte fel a ma is nehezen megközelíthető környéket.
A fjord bejárata szinte egész télen jégmentes, ezért kitűnő fókamegfigyelőhely.

## Külső hivatkozás
- Fotó